# Raymond Dubois
 (mai 2020).
Si vous disposez d'ouvrages ou d'articles de référence ou si vous connaissez des sites web de qualité traitant du thème abordé ici, merci de compléter l'article en donnant les références utiles à sa vérifiabilité et en les liant à la section « Notes et références ».
Pour les articles homonymes, voir Dubois.
Raymond Dubois né à Ernée le 2 février 1904 et mort à Juigné-sur-Sarthe le 6 juin 1982 est un sculpteur français. 

## Biographie

### Jeunesse et formation
Raymond Dubois est le benjamin d'une famille ernéenne de trois garçons. Il est le fils d’un marchand de bois et de la gérante de la succursale des assurances Mutuelles du Mans à Ernée.  
Dès l’enfance, il montre des dispositions naturelles pour le dessin. De 1911 à 1918, il cultive ses dons artistiques à l’école municipale de la ville. Après la guerre, il s’inscrit simultanément à l’école municipale d’Arts appliqués Albert-Maignan du Mans et aux ateliers Cottereau où il débute la sculpture. Il parachèvera ses études à Paris chez le statuaire Galy, puis chez les frères Martel de 1922 à 1925, parallèlement à l'École nationale supérieure des beaux-arts. Après le service militaire, il termine son apprentissage chez Henri Charlier au Mesnil-Saint-Loup dans l’Aube, où il apprend la technique de la taille directe à laquelle il restera fidèle jusqu’à la fin de sa carrière. 

### De Paris à Solesmes
En 1926, Raymond Dubois est remarqué par la veuve d’un riche industriel parisien. Admiratrice de son Chemin de croix de l’exposition d’automne d’art sacré, elle lui confie la restauration de la chapelle de son château normand puis de l’église voisine. 
À la fin des travaux, le sculpteur s’installe à Solesmes où il épouse Marie-Louise Guilleux dont il aura trois garçons. 
C’est à Solesmes qu’il mènera à bien son œuvre majeure : la chapelle de Notre-Dame-du-Nid perchée sur une hauteur face à la célèbre abbaye bénédictine sur la rive opposée de la Sarthe. près deux ans de travail, l’inauguration de cette chapelle privée a lieu en 1936. 
La chapelle doit son nom à une statue de buis et à la conformation naturelle du matériau brut. Après en avoir dégrossi l’enveloppe, le sculpteur découvre au cœur une anfractuosité assez importante. Au lieu de détruire le bois, il se sert de ce défaut et en fait le cœur de la Vierge, un nid qui contient deux œufs. Cette symbolique, dont l’origine involontaire passe parfois pour miraculeuse, fera la réputation de la statue et de son créateur.
En 1983, lors de l'inauguration de la première rétrospective Raymond Dubois, salle Théophile Plé, à Sablé, François Fillon, alors premier ministre, alors nouveau maire de Sablé, affirmait : « Un des sommets de son art religieux est Notre-Dame-du-Nid, dont la chapelle conçue, bâtie et décorée par lui, domine le coteau du dessus de son atelier. Vocable  presque né du hasard : un nœud  brun, gênant, au plein milieu d’un tronc destiné à une statue de la vierge protectrice de la famille ; ce nœud a donné l’idée du nid, par hasard, mais comme disait Pasteur “le hasard ne favorise jamais que les esprits déjà préparés”[réf. nécessaire] ». Il avait commencé son discours en évoquant « la profonde amitié qui [l]’a lié pendant plus de trente ans à Raymond Dubois et qui continue entre sa famille et la [s]ienne[réf. nécessaire] ».

### L’œuvre de Raymond Dubois
De 1925 à 1975, le sculpteur travaille dans tous les matériaux, taillant dans différentes essences d’arbres (cèdre, buis, chêne), le granit et la pierre de pays. On lui doit des dizaines de vierges, crucifix et monuments religieux divers. Quelques-unes de ces statues ont été acquises par des particuliers en France et à l’étranger, notamment aux États-Unis et au Japon. 
Raymond Dubois a aussi pratiqué la formation bénévole de quelques élèves à l’occasion de cours du soir créés après guerre. Il a poursuivi ce travail d'enseignant pendant 27 ans. 
L'originalité de Raymond Dubois est sa technique de taille directe.

## Citations de Raymond Dubois
« Dans une statue, la forme ce n’est plus une surface de chair, ce n’est plus une surface de pierre ou de bois, ce doit être une surface de vie : l’art étant créateur de vie le moindre plan de la forme doit répondre au besoin d’autre vie de l’âme, la forme c’est le bas de soie de la jambe qui cache les veines, les poils et tous les défauts du vieillissement[réf. nécessaire]. »
« Le rythme, c’est le rapport du mouvement de détail dans le mouvement du tout. C’est la même définition pour le sculpteur et pour le musicien. D’autres rythmes répondent au besoin inhérent de l’homme. Qu’est-ce que la santé ? sinon l’équilibre de nos rythmes[réf. nécessaire]. »

## Œuvres
- Retable dans l'église Saint-Mélaine de Berville-sur-Mer[3].
- Chemin de croix de la chapelle de Carbec à Fatouville-Grestain[4].
- Calvaire de Carbec à Fatouville-Grestain.
- Statue de saint Christophe en cèdre, église Notre-Dame-du-Fougeray à Cormery, ex-voto offert par un marin rescapé de Dunkerque en juin 1940[5].
- Statue du Sacré-Cœur, église à Juigné-sur-Sarthe. Au pied de la statue on reconnaît le village de Juigné-sur-Sarthe grâce à la reproduction de l'église et de l'une des maisons anciennes du Bourg, celle du Petit Villiers[6].
- Statue Notre-Dame de la Paix, église Saint-Martin de Luché-Pringé, réalisé à la demande du curé de l'époque, en ex-voto pour avoir épargné la commune pendant la Seconde Guerre mondiale.
- Christ en buis, anciennement dans l'église de Brissarthe.
- Tympan et chapiteaux de la façade de l'église Saint-Corneille-et-Saint-Cyprien de La Baconnière (août 1944).

## Publications
- Petit Cours d'Art sacré.
- Le Chemin de Croix De Notre-Dame d'Ernée, imprimerie Guerrier, sd.